# SketchUp
SketchUp és un programa de modelatge en 3D dissenyat per a arquitectura, enginyeria civil, i enginyeria mecànica, així com animació i desenvolupaments de videojocs. El programa, que està dissenyat per la facilitat-ne l'ús, permet la col·locació dels models en Google Earth.
Google 3D Warehouse permet als usuaris de SketchUp buscar, descarregar i contribuir amb models lliures.

## Història
SketchUp va ser desenvolupat per la companyia @Last Software de Boulder (Colorado), co-fundada el 1999 per Brad Schell. Google va adquirir @Last Software el 14 de març de 2006, atrets pel treball @Last Software en l'elaboració d'un plug-in per Google Earth. SketchUp 6, la primera versió de Google, va ser llançada el 9 de gener de 2007. SketchUp, des de 2012 és propietat de Trimble Navigation, una companyia dedicada a cartografia, topografia, i equips de navegació.